# Canton d'Eymet
Le canton d'Eymet est une ancienne division administrative française située dans le département de la Dordogne, en région Aquitaine.
Avec le redécoupage cantonal de 2014, Eymet est devenu le bureau centralisateur du nouveau canton du Sud-Bergeracois.

## Historique
- Le canton d'Eymet est l'un des cantons de la Dordogne créés en 1790, en même temps que les autres cantons français. Il a d'abord été rattaché au district de Bergerac avant de faire partie de l'arrondissement de Bergerac[1].

- De 1833 à 1845, les cantons d'Eymet et de Sigoulès avaient le même conseiller général. Le nombre de conseillers généraux était limité à 30 par département.

### Redécoupage cantonal de 2014-2015
Par décret du 21 février 2014, le nombre de cantons du département est divisé par deux, avec mise en application aux élections départementales de mars 2015. Le canton d'Eymet est supprimé à cette occasion. Ses onze communes sont alors rattachées au canton du Sud-Bergeracois dont le bureau centralisateur reste fixé à Eymet.

## Géographie
Ce canton était organisé autour d'Eymet dans l'arrondissement de Bergerac. Son altitude variait de 41 m (Eymet) à 193 m (Sadillac).

## Représentation

### Conseillers généraux de 1833 à 2015
Avant 1833, les conseillers généraux étaient désignés, et ne représentaient pas un canton déterminé.
| Période | Période | Identité                       | Étiquette                                       | Qualité |
| ------- | ------- | ------------------------------ | ----------------------------------------------- | --- |
| 1833    | 1838    | Joseph Ignace Auguste Peyronny |                                                 | Inspecteur de l'Enseignement Maire de Ribagnac |
| 1838    | 1855    | Pierre Teyssonnière de Gramont |                                                 | Capitaine, notaire, avocat à Eymet, conseiller d'arrondissement                                                                                    |
| 1855    | 1864    | Pierre Delort                  |                                                 | Juge de paix à Eymet, conseiller d'arrondissement                                                                                                  |
| 1864    | 1889    | Charles Hoarau de la Source    | Droite Orléaniste                               | Propriétaire Maire d'Eymet |
| 1889    | 1901    | Ernest Ramond                  | Républicain opportuniste                        | Maire de Sainte-Eulalie-d'Eymet |
| 1901    | 1913    | Jean Victorieux                | Républicain                                     | Pharmacien et négociant à Eymet |
| 1913    | 1919    | Henri Édouard Cazalis          |                                                 | Maire d'Eymet |
| 1919    | 1925    | Jean Victorieux                | RG                                              | Pharmacien et négociant à Eymet |
| 1925    | 1940    | Alfred Dautheville             | Rad.                                            | Procureur de la République à Agen Maire d'Eymet |
|         |         |                                |                                                 | |
| 1945    | 1958    | Alfred Dautheville             | Rad.                                            | Maire d'Eymet |
| 1958    | 1970    | Marius Lavaud                  | Rad. puis DVD                                   | Directeur de coopérative agricole Maire d'Eymet (1959-1971)                                                                                        |
| 1970    | 1982    | Raoul Jarry                    | MRG puis PS                                     | Retraité de l'enseignement Suppléant du député Louis Pimont (1973-1975) Député (1975-1978) Maire de Rouquette (1964-1970) puis d'Eymet (1971-1983) |
| 1982    | 1988    | Élie Marty                     | UDF-PR                                          | Exploitant agricole Député (1986-1988) Maire de Saint-Aubin-de-Cadelech (1977-1995)                                                                |
| 1988    | 1994    | Jean Ossard                    | PS                                              | Médecin Conseiller municipal d'Eymet |
| 1994    | 2008    | Jean-Michel Magnac             | Union des démocrates de la Dordogne (UDD) (RPF) | Médecin - Maire d'Eymet (1995-2008) |
| 2008    | 2015    | Henri Delage                   | PS                                              | Principal de collège Adjoint au maire d'Eymet |

### Conseillers d'arrondissement (de 1833 à 1940)
| Période                                  | Période | Identité                            | Étiquette   | Qualité |
| ---------------------------------------- | ------- | ----------------------------------- | ----------- | --- |
| Les données manquantes sont à compléter. |         |                                     |             | |
| 1833                                     | 1838    | Pierre Teyssonnière de Gramont      |             | Capitaine, notaire, avocat, maire d'Eymet                                                                   |
| 1838                                     | 1848    | Charles Guillaume Bréjou (de) Marès |             | Juge de paix à Eymet                                                                                        |
|                                          |         |                                     |             | |
| 1852                                     | 1867    | Pierre Bois                         |             | Maire de Saint-Julien-d'Eymet, suppléant du juge de paix                                                    |
| 1867                                     | 1870    | Ernest Ramond                       |             | Propriétaire, ancien suppléant du juge de paix, maire d'Eymet de 1864 à 1874                                |
| 1871                                     | 1892    | Phédonis Gibert                     | Droite      | Greffier, suppléant du juge de paix, maire d'Eymet                                                          |
| 1892                                     | 1901    | Raymond-Georges Dumas               | Républicain | Adjoint au maire d'Eymet                                                                                    |
| 1901                                     | 1922    | Jean Lajaunie                       | Républicain | Maire de Serres-et-Montguyard                                                                               |
| 1922                                     | 1928    | M. Fressenge                        | Radical     | Maire de Saint-Aubin-d'Eymet                                                                                |
| 1928                                     | 1934    | Pierre Bouteiller                   | SFIO        | Président de l'association des paysans travailleurs du canton, maire de Rouquette                           |
| 1934                                     | 1940    | Armand Perry                        | Radical     | Propriétaire à Eymet                                                                                        |
| 1940                                     |         |                                     |             | Les conseils d'arrondissement ont été suspendus par la loi du 12 octobre 1940 et n'ont jamais été réactivés |

Sources : "Annuaires et calendriers 1789-1842 " sur le site des archives départementales de la Dordogne. https://archives.dordogne.fr/r/72/fonds-imprimes/annuaires-et-calendriers?arko_default_6076b1c79b335--ficheFocus=

## Composition
Le canton d'Eymet groupait onze communes et comptait 4 567 habitants (population municipale) au 1er janvier 2011.
| Communes                | Population (2012) | Code postal | Code Insee |
| ----------------------- | ----------------- | ----------- | ---------- |
| Eymet                   | 2 593             | 24500       | 24167      |
| Fonroque                | 280               | 24500       | 24186      |
| Razac-d'Eymet           | 304               | 24500       | 24348      |
| Sadillac                | 109               | 24500       | 24359      |
| Saint-Aubin-de-Cadelech | 321               | 24500       | 24373      |
| Saint-Capraise-d'Eymet  | 141               | 24500       | 24383      |
| Sainte-Eulalie-d'Eymet  | 79                | 24500       | 24402      |
| Sainte-Innocence        | 98                | 24500       | 24423      |
| Saint-Julien-d'Eymet    | 110               | 24500       | 24433      |
| Serres-et-Montguyard    | 215               | 24500       | 24532      |
| Singleyrac              | 317               | 24500       | 24536      |

## Démographie
| 1962  | 1968  | 1975  | 1982  | 1990  | 1999  | 2006  | 2011  | 2012  |
| ----- | ----- | ----- | ----- | ----- | ----- | ----- | ----- | ----- |
| 5 049 | 4 943 | 4 627 | 4 507 | 4 434 | 4 297 | 4 398 | 4 567 | 4 631 |